# Stanisław Maliszewski
Stanisław Maliszewski (ur. 10 czerwca 1941 w Szudziałowie, zm. 13 października 2003) – polski polityk i inżynier, poseł na Sejm II kadencji.

## Życiorys
Syn Aleksandra i Aleksandry. Ukończył studia na Wydziale Fizyki Uniwersytetu Warszawskiego (1970). W 1975 uzyskał tytuł zawodowy inżyniera na Politechnice Białostockiej. W 1973 wstąpił do Polskiej Zjednoczonej Partii Robotniczej, był członkiem egzekutywy (1981–1986) i sekretarzem ds. propagandy (1981–1986) komitetu miejskiego w Białymstoku oraz zastępcą członka (1981–1984), starszym instruktorem wydziału ideologii i informacji (1986–1987) oraz wydziału propagandy (1988–1989) Komitetu Wojewódzkiego w Białymstoku.
W 1993 uzyskał mandat posła na Sejm II kadencji. Został wybrany w okręgu białostockim z listy Sojuszu Lewicy Demokratycznej (był wówczas członkiem Socjaldemokracji Rzeczypospolitej Polskiej). Zasiadał w Komisji Ochrony Środowiska, Zasobów Naturalnych i Leśnictwa oraz Komisji Łączności z Polakami za Granicą.
Został pochowany na cmentarzu miejskim w Białymstoku przy ul. Wysockiego.
W 1997 otrzymał Złoty Krzyż Zasługi.